# Carlos Quintero Arce
Carlos Quintero Arce (* 13. Februar 1920 in Etzatlán, Mexiko; † 15. Februar 2016 in Hermosillo) war ein mexikanischer Geistlicher und römisch-katholischer Erzbischof von Hermosillo. 

## Leben
Der Weihbischof in Rom, Luigi Traglia, weihte ihn am 8. April 1944 zum Priester. Ab 1947 war er zunächst als Gemeindepfarrer, später als Theologieprofessor in verschiedenen Priesterseminaren tätig.
Papst Johannes XXIII. ernannte ihn am 20. März 1961 zum Bischof von Ciudad Valles. Der Erzbischof von Guadalajara, José Kardinal Garibi y Rivera, spendete ihm am 14. Mai desselben Jahres die Bischofsweihe; Mitkonsekratoren waren Francisco Javier Nuño y Guerrero, Koadjutorerzbischof von Guadalajara und Luis Cabrera Cruz, Bischof von San Luis Potosí.
Papst Paul VI. ernannte ihn am 3. März 1966 zum Koadjutorerzbischof von Hermosillo und Titularerzbischof von Thysdrus. Am 17. Juni 1966 wurde er ins Amt eingeführt. Mit der Emeritierung Juan María Navarrete y Guerreros wurde er am 18. August 1968 dessen Nachfolger als Erzbischof von Hermosillo. Bereits 1967 wurde Quintero Vorsitzender des Ausschusses für Bildung und Kultur in der mexikanischen Bischofskonferenz.
Am 20. August 1996 nahm Papst Johannes Paul II. seinen altersbedingten Rücktritt an. Er starb im Februar 2016, zwei Tage nach seinem 96. Geburtstag.